# Internationaal Verdrag inzake aansprakelijkheid en vergoeding voor schade in verband met het vervoer over zee van gevaarlijke en schadelijke stoffen
Het Internationaal Verdrag inzake aansprakelijkheid en vergoeding voor schade in verband met het vervoer over zee van gevaarlijke en schadelijke stoffen (International Convention on Liability and Compensation for Damage in Connection with the Carriage of Hazardous and Noxious Substances by Sea, HNS-verdrag) is een internationaal verdrag uit 1996 van de Internationale Maritieme Organisatie dat de compensatie regelt aan slachtoffers van rampen met gevaarlijke en schadelijke stoffen, zoals chemicaliën. Het verdrag is per ultimo 2016 nog niet in werking getreden omdat het nog niet door voldoende landen is geratificeerd.
In totaal kan tot 250 miljoen SDR gecompenseerd worden. De terugbetalingen omvatten niet enkel de kosten van de vervuiling maar ook de risico's voortvloeiend uit de vervuiling zoals brand, explosie, het verlies van mensenlevens en schade aan eigendommen.  Aan het verdrag werd in 2010 een protocol (uitvoeringsverdrag) toegevoegd.